# Castino de Bizâncio
Castino (em latim: Castinus) , foi bispo de Bizâncio entre 230 e 237 d.C. Nicéforo Calisto se refere a ele como "Constantino".

## Biografia
Ele era um cidadão romano, um senador pagão. Ele foi convertido ao cristianismo pelo bispo anterior de Bizâncio, Ciríaco. Ele então doou toda a sua fortuna aos pobres e se dedicou unicamente à Igreja. Ele seguiu seu mestre na sé episcopal da cidade .
Até a sua época, a sede do episcopado estava localizada numa área próxima ao mar (Elaia), na região do atual distrito de Gálata, em Istambul, para onde se mudara no tempo de Atenodoro . Ele foi o primeiro bispo a se transferir para a cidade de Bizâncio propriamente dita, construindo lá uma igreja. Uma fonte informa que ele construiu a igreja em honra à Santa Eufêmia, enquanto outra diz que este feito foi realizado por Domécio .